# USS Arco (ARD-29)
L'USS Arco (ARD-29), était un quai de réparation auxiliaire, un type de cale sèche flottante auxiliaire non automotrice de l'US Navy de classe ARD-12. En 1967 il a été rebaptisé Arco et, dans les années 1970, le navire a d'abord été prêté, puis vendu, à l'Iran,.

## Historique
Construit en 1944 par la Pacific Bridge Company (en) à Alameda en Californie, l'ARD-29 a été livré le 23 juin 1945 à l'US Navy pour servir à San Diego en Californie. Au début de 1945, la cale sèche a commencé à recevoir des modifications au Kaiser Shipyards à Richmond, en vue de son affectation à des bases avancées dans le Pacifique. ARD-29 a été remis en service le 23 juin 1945. Il a transité à Everett dans l'État de Washington, pendant environ un mois avant de se mettre en route pour le Pacifique le 22 juillet. Il s'est arrêté en route à, l'atoll de Kwajalein dans les Îles Marshall pour changer de remorqueurs, puis a continué vers les îles Mariannes le 24 août en remorque par l'USS Wateree (ATF-117) (en). La cale sèche flottante est arrivée à la base navale de Guam le 2 septembre et a opéré là-bas et plus tard à Okinawa jusqu'à la fin de 1946, date à laquelle elle a été transférée à Pearl Harbor. ARD-29 a fourni des services de réparation aux navires de la flotte du Pacifique jusqu'au début de 1959. À cette époque, il a été remorqué à Guam où il a servi les 12 dernières années de sa carrière dans la marine. Au cours de cette affectation, il a été nommé Arco le 28 mars 1967. Le 1er novembre 1971, Arco a été prêté à la marine impériale iranienne. Le 15 septembre 1976, son nom a été rayé du Naval Vessel Register et elle a été vendu à l'Iran le 1er mars 1977.
À la fin de 2007, elle était toujours sur la liste active de la Marine de la république islamique d'Iran en tant que Drydock n°400.

## Décoration
- American Campaign Medal
- Asiatic-Pacific Campaign Medal
- World War II Victory Medal
- 2 National Defense Service Medal

### Liens connexes
- Liste des navires auxiliaires de l'United States Navy
- Théâtre du Pacifique de la Seconde Guerre mondiale